# Dendronephthya mirifica
Dendronephthya mirifica is een zachte koraalsoort uit de familie Nephtheidae. De koraalsoort komt uit het geslacht Dendronephthya. Dendronephthya mirifica werd in 1972 voor het eerst wetenschappelijk beschreven door Tixier-Durivault. 